# Tinguiririca (vulcano)
Il Tinguiririca è uno stratovulcano attivo localizzato in Cile alla frontiera con l'Argentina. Il vulcano ha la particolarità di produrre fumi in modo costante (visibili da ovest). Fu nei pressi della sua cima che il celebre volo uruguaiano 571 si schiantò nel 1972.